# Хордад
Хордад ( خرداد‎, произн. [xoɾˈdɒːd]) — третий месяц иранского календаря, состоит из 31 дня. В григорианском календаре соответствует 22 мая — 21 июня.

## Этимология
Большая часть месяцев в иранском календаре носят имена зороастрийских язат. Название Хордад происходит от Хаурватата, одного из семи божеств Амеша Спента и в авестийском языке означающего целостность.

## Официальные даты
- 14 хордад (4 июня) — Годовщина смерти имама Хомейни (перс. رحلت امام خمینی)
- 15 хордад (5 июня) — Восстание против шаха Мохаммеда Реза Пехлеви в 1963 году (перс. قیام ۱۵ خرداد)

## Отмечаемые события и чествования
- 1 хордад (22 мая) — Праздник тепла
- 1 хордад (22 мая) — Чествование Муллы Садры, мусульманского философа и теолога
- 6 хордад (27 мая)  — Праздник имени Хордад.
- 29 хордад (19 июня) — Кончина Али Шариати, иранского теолога и революционера.